# Geosito
Un geosito può essere definito come una località, un'area o un territorio in cui è possibile individuare un interesse geologico o geomorfologico per la conservazione.

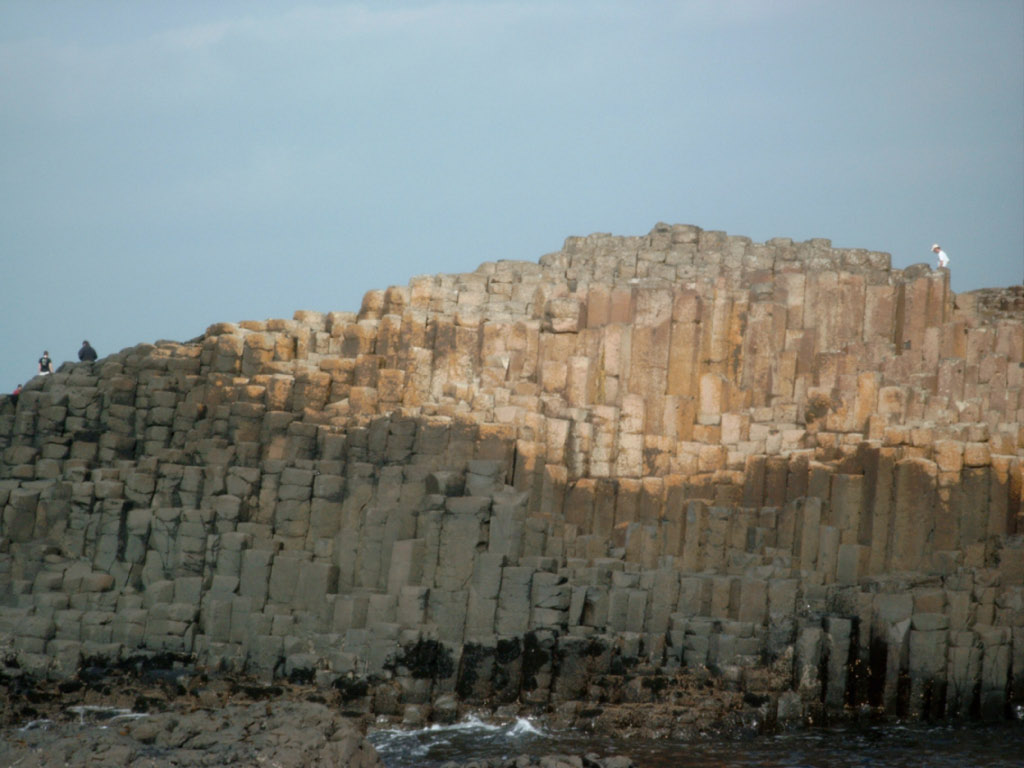
Il Selciato del gigante in Irlanda è un patrimonio dell'Umanità.

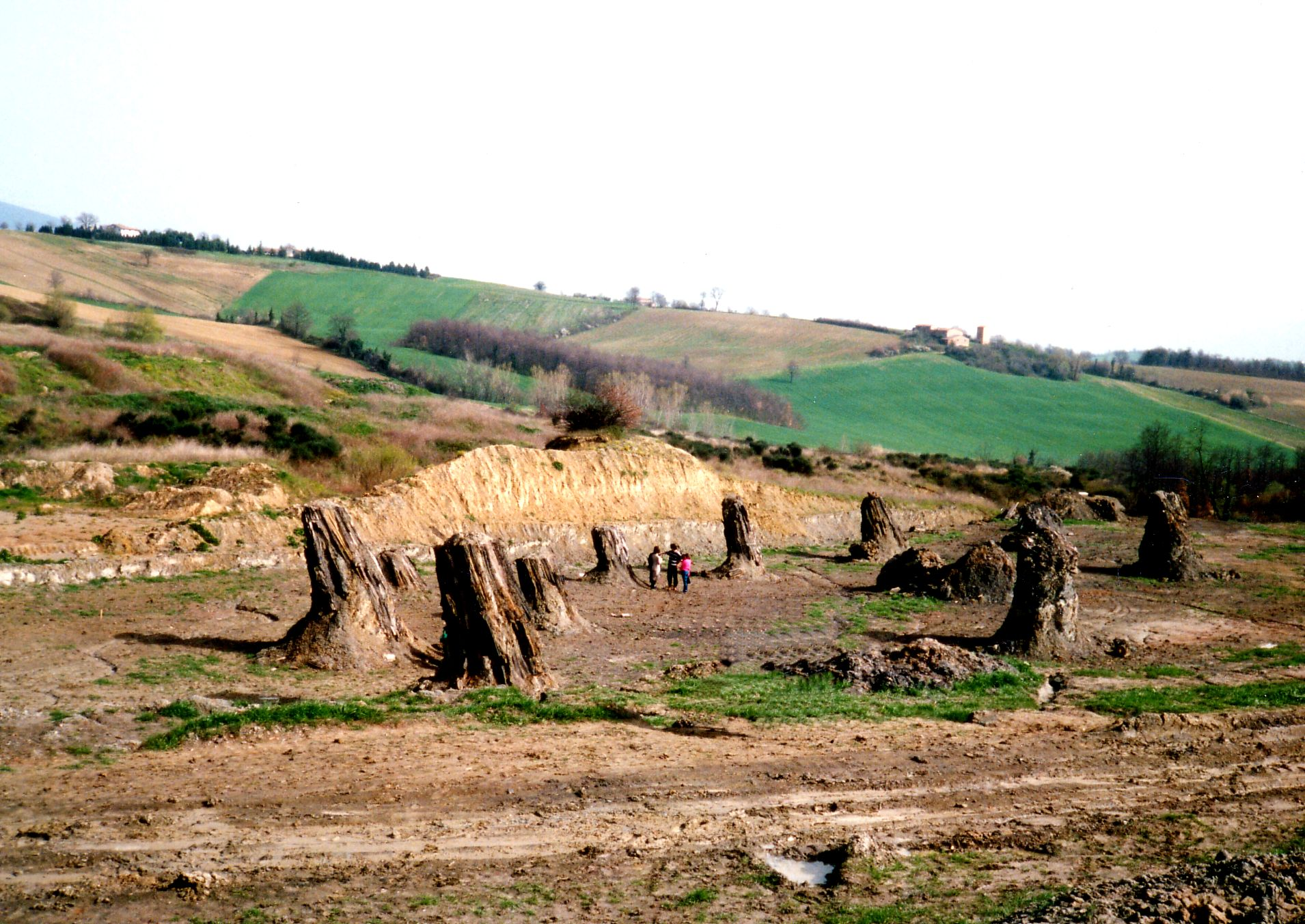
La Foresta fossile di Dunarobba, in Italia.

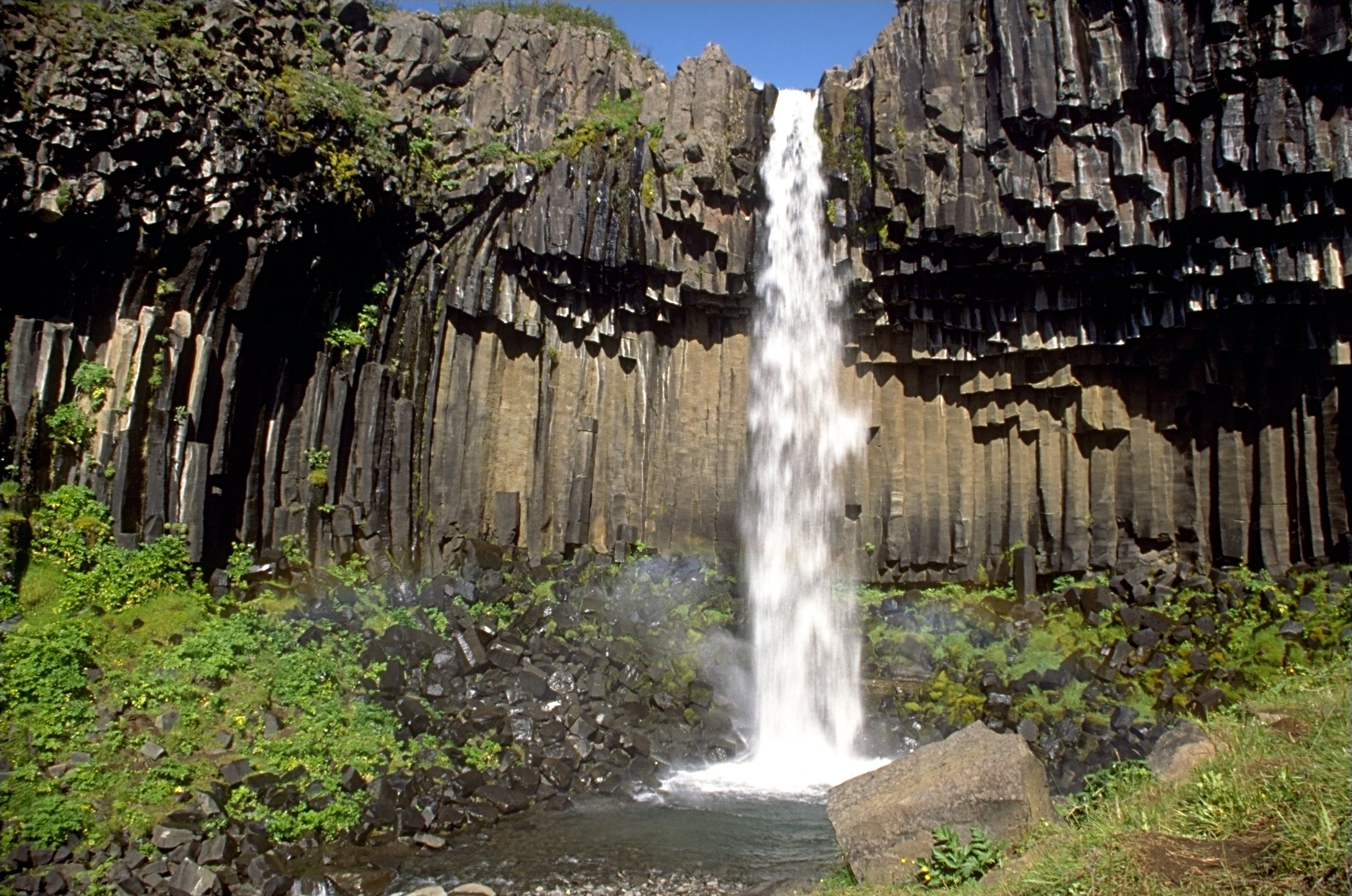
Le colonne di basalto nel Parco nazionale Skaftafell, in Islanda.

Si tratta in genere di architetture naturali, o singolarità del paesaggio, che testimoniano i processi che hanno formato e modellato il nostro pianeta. Forniscono un contributo indispensabile alla comprensione della storia geologica di una regione e rappresentano valenze di eccezionale importanza per gli aspetti paesaggistici e di richiamo culturale, didattico - ricreativo.

## Censimento geositi
Dal 1995, col sostegno dell'UNESCO, sono nati numerosi progetti e gruppi di lavoro a scala mondiale dedicati allo studio, ed alla valorizzazione del patrimonio geologico:
- Working Group on Global Geosites dell'International Union of Geological Sciences;
- Geomorphological Sites dell'International Association of Geomorphologist;
- Programma  ProGEO.

### In Italia
In Italia la raccolta delle informazioni relative ai geositi è svolta, a livello nazionale, dal Dipartimento Difesa della Natura dell'ISPRA, Istituto Superiore per la Ricerca e la Protezione Ambientale. I dati sono inseriti nella banca dati nazionale 'Geositi' consultabile sul sito web dell'ISPRA. L'attività è svolta in collaborazione con Regioni e Province, Enti di Ricerca, Università, dottorandi, studenti e liberi professionisti che inviano la segnalazione del geosito attraverso una scheda che viene compilata on line sul sito dell'ISPRA.